# 毛利秀就
毛利 秀就（もうり ひでなり）は、江戸時代前期の大名。毛利氏15代当主。長州藩の初代藩主。
毛利輝元の長男。母は児玉元良の娘・二の丸殿（清泰院）。毛利就隆の兄。正室は結城秀康の娘・喜佐姫（徳川秀忠の養女・龍昌院）。子に松寿丸、綱広（四男）、登佐姫（越前松平光長正室）、竹姫（鷹司房輔室）ほか。毛利元就の嫡曾孫にあたる。

## 生涯

### 幼年の当主
文禄4年（1595年）10月18日丑の刻（午前1時から午前3時頃）、毛利輝元の長男として、安芸広島城で生まれた（異説あり・後述）。幼名は松寿丸。氏神は広島城下の白神大明神。
輝元は長く実子に恵まれなかったため、従弟の毛利秀元を養嗣子に迎えていたが、秀就が生まれると、秀元には別家を立てさせている。
慶長4年（1599年）9月、豊臣秀頼を烏帽子親とする形で元服し、その偏諱を受けて、秀就と名乗った。また、秀頼の近侍となり、豊臣姓を与えられれた。
慶長5年（1600年）9月、関ヶ原の戦いでは、父・輝元は大坂城西の丸に、秀就は大坂城本丸の豊臣秀頼の側にいた。だが、西軍が敗れると、父とともに大坂城を退去した。
敗戦により、毛利家は長門・周防2か国29万8千石に減封され、輝元に代わって秀就が形式的な当主となった。しかし、幼年のため、幕府からは輝元と共同での当主と見なされていたようである。また、輝元が法体のまま実質的な当主として君臨し続け、秀就との二頭体制が敷かれた。
慶長6年（1601年）、はじめて江戸に赴き、徳川家康と面会した。
慶長8年（1603年）、江戸外桜田に屋敷を拝領する。
慶長9年（1604年）、築城が始まった萩城に、築城者である輝元とともに入城した。
慶長13年（1608年）、大御所・家康の命によって、家康の次男・結城秀康の娘の喜佐姫を正室に迎え、越前松平家の一門となり、松平長門守を称した。
慶長15年（1610年）、領内の新たな検地が行なわれ、53万9268石余を幕閣に申告したが、検地時に一揆が発生したこと、東軍に功績のあった隣国の広島藩主・福島正則とのつりあいなどを理由に、幕府は検地高の7割に相当する36万9千石を、毛利家の表高として公認した。この表高は幕末まで変わることはなかった。
慶長16年（1611年）12月、江戸での証人としての勤めを終えて幕府から帰国を許され、初めて領国に入った。その際に、幕府より10万石の役儀を免ぜられ、馬、小袖、銀子などを拝領している。これらの幕府の処置に対し、輝元は福原広俊への書状で感謝の意を漏らしている。
慶長18年（1613年）1月、再び江戸に赴いて2代将軍・徳川秀忠に謁見し、翌年まで桜田の毛利邸に滞在した。

### 大坂の陣
慶長19年（1614年）10月11日、徳川家康が駿府を発して大坂城攻撃の途に上ると、同年10月18日に輝元の命を受けた神村元種が密かに下野小山藩主・本多正純と会見し、秀就の弟・就隆も出陣すべきかを協議した。その結果、就隆だけでなく輝元、秀就、秀元も出陣することで意見が一致したため、正純は10月24日に輝元へ出陣を要請した。さらに秀忠が11月10日に伏見に到着すると、秀忠に従軍する酒井忠世、土井利勝、安藤重信は江戸にいる秀就と秀元に早々に西上するよう要請した。
11日、輝元は萩を発し、17日に摂津国兵庫に着陣したが、病により家康から帰国許可を得て、秀就が到着し次第、帰国することとなった。家康の要請により、21日夕刻に輝元は秀就に対し、急遽西上することを督促した。
12月6日、秀就は秀元と共に大坂に到着して、茶臼山に布陣した家康や西宮の輝元と会見した後に、大坂へ布陣した。秀就は大坂冬の陣に参戦し、これが秀就の初陣となった。
同年12月19日、徳川方と豊臣方の間で講和が成立し、毛利家も大坂城の堀の埋め立て普請を手伝う事となったが、秀忠は青山忠俊と板倉重宗を秀就のもとに派遣し、堀の埋め立ては急ぐよう通達。また、普請が終われば秀就の帰国が認められることとなった。
27日、秀就は毛利元倶と毛利元景に秀忠からの通達を連絡し、翌28日には元倶と元景に黒印の法度を出し、堀の埋め立て普請助役に関する注意事項を伝えた。
慶長20年（1615年）1月23日、堀の埋め立てが完了し、1月下旬には秀就も秀元と共に帰国した。
しかし、慶長20年（1615年）4月10日付けの本多正純の奉書が4月17日に輝元と秀就宛てに届いた。内容は、徳川方と豊臣方が手切れとなった際には摂津国の兵庫、西宮、尼崎付近へ出陣する準備を命じるものであり、一方で、出陣命令を受けるまではもし家康が上洛したとしても国許で指示を待つようにというものであった。輝元と秀就は、奉書を受け取った17日に直ちに秀元を毛利軍の先鋒とし、宍戸元続、毛利元倶、毛利元宣、毛利元鎮らを従軍させると決定した。
4月18日、家康が二条城に、21日に秀忠が伏見城に入ったことで本多正純は毛利家へ出陣を要請した。
4月28日、秀元が先鋒としてまず出陣し、5月4日に秀就は吉川広正や宍戸元続をはじめとする毛利の主力を率いて周防国三田尻を出航した。
5月10日、秀就は兵庫を経て西宮に着陣したが、既に5月8日に大坂城が陥落して大坂夏の陣は終戦しており、家康も二条城へと凱旋していた。そこで、伏見から秀就を出迎えた福原広俊の意見に従って、5月11日に伏見で本多正信に面会し、進退についての指示を求めた。
正信は早々に家康に謁見することを秀就に勧めたため、5月12日に毛利秀元と吉川広正を伴って二条城で家康に謁見し、大坂城攻撃に間に合わなかったことを謝罪した。しかし、家康はそもそも毛利へ出陣命令を出すことが遅れたことが原因であるとして不問としたため秀就は安堵し、伏見の毛利邸に暫く滞在した。
家康は秀就が遠国から急行した労を謝して、同年7月には暇を出し、秀就は直ちに毛利秀元や吉川広正をはじめとする毛利の全軍を率いて帰国した。

### 単独での政務
元和9年（1623年）9月10日、秀就が江戸から帰国して萩城に入城すると、輝元から家督譲渡の儀式を行われ、正式に秀就へと家督が譲渡された。これにより、秀就が単独で藩主を務めるも、藩政は後見人の秀元、益田元祥、清水景治らが担当、秀就に権力はほとんどなかった。
寛永2年（1625年）、秀元が中心となって、一門を含めた家臣団の大幅な知行地の入れ替えを行った。知行地の入れ替えの例としては、毛利元倶が周防国熊毛郡三丘から佐波郡右田へ、毛利元景が周防国玖珂郡椙杜から長門国豊浦郡阿川へ、毛利元包が長門国豊浦郡阿川から周防国吉敷郡吉敷へ、福原元俊が周防国吉敷郡吉敷から長門国厚狭郡宇部へ、宍戸元匡が周防国佐波郡右田から熊毛郡三丘へ移動していることが挙げられる。また、家臣団の削減も行っており、元和8年（1622年）の分限帳と寛永4年（1627年）の分限帳を比較すると、約160人が減少している。しかし、これらの施策には秀元の思惑の影響が多大にあったことが指摘されており、例えば知行地の入れ替えでは秀元と懇意であった毛利元倶と毛利元包が防長両国の要衝である右田と吉敷に移動しているのに対して、秀元と折り合いの悪かった福原広俊の子である福原元俊は民家も少なく土地も痩せていた宇部への移動となっている。また、秀就と縁戚関係にあった児玉家が輝元の遺言を名目として突如暇を出されているが、これも児玉景唯が秀元と不仲であったことが関係しているとされる。
寛永3年（1626年）、大御所・秀忠、将軍・家光父子の上洛に付き従い、後水尾天皇の二条城行幸に供として加わり右近衛権少将に任ぜられた。
しかし、秀就は次第に秀元と対立し、寛永8年（1631年）に秀元が後見人を辞任してからは不和が深刻になる。寛永11年（1634年）に秀元が独立を画策したり、江戸城普請を拒否したりしたことから、事態を憂慮した幕府の仲裁で寛永13年（1636年）に秀元と和解し、対立は終息した。秀元の後見人辞任後の寛永9年（1632年）は義兄弟の吉川広正が後見人となっているが、実際の藩政は重臣たちに任せているため、秀元の辞任で藩主を中心とした権力は確立したとされる。
慶安4年（1651年）1月5日、秀就は萩城において、57歳で死去した。死後、跡を四男の綱広が継いだ。

## 出生について
通説では、秀就は文禄4年（1595年）10月18日に広島城で生まれたとされているが、異説として天正19年（1591年）1月20日に長門厚東郡四ケ小野村（現在の山口県宇部市小野地区）の財満就久の屋敷で出生したとの説がある。これは、布引敏雄が指摘しており、宇部市小野地区に残る古文書に「秀就は小野村で生まれた」との記述があることから小野郷土史懇話会の会員が調査したもので、厚東郡小野村の領主であった財満家の文書や伝承から、財満就久の屋敷が出生地であると結論づけた。
この説によると、輝元の正室・南の大方を非常に恐れていた側室の二の丸殿は、懐妊が発覚すると秘密裏に財満家に匿われて、そのまま密かに出産したとされる。また、出生後の処置について、小早川隆景に相談した記録も発見された（財満家文書）。財満屋敷跡がある同地には、秀就の誕生時に使われたという「産湯の池」や暗殺を逃れるための「穴蔵」などが残るほか、村人たちが秀就の成長を高良神社で祈願したとの伝承も残っている。

## 人物
秀就は大大名である毛利輝元の息子として苦労せずに育ったため、若い頃の素行は悪く、毎晩夜遅くまで遊んでいたために昼間は寝不足状態で、書類の決裁などの政務もまともに行えない状態であった。また、初めて領国入りした時にはあまりにも威圧的な態度を取ったために、秀就が来ると聞くと百姓たちは山へ逃げてしまうほどだった。家臣たちや秀元が諌めても行動が一向に改まらないため、父の輝元は秀就を叱ったがその効果はなく、徳川家康が病に倒れた時に江戸下屋敷で遊び呆け、その行動が駿府の町人の噂にまでなっていた。
一方、秀元はかねてより声望が高く、3代将軍・徳川家光の御伽衆として信頼されるほどであり、この声望の差が後に見るような秀就と秀元の軋轢を深刻にする要因の一つにもなっている。また、領国が越前北ノ庄藩主・松平忠直が配流された豊後国に近いにもかかわらず、娘を忠直の嫡子・松平光長に嫁がせたことは評判が悪く、「不調法な縁談」とされたが、それでも「毛利殿は生まれつき不調法だから構わない」という理由で許可された（つまり幕閣にも軽く扱われていた）、と当時豊前小倉藩主だった細川忠利は父の細川忠興に書き送っている。
父とは対照的に、元養兄にして後見人でもあった秀元や、弟の就隆、姻族の越前松平家とは軋轢があった。秀元は成人してもなお秀就を軽んじ、将軍の御伽衆であることをかさに着て、秀就との間にしばしば深刻な確執を引き起こし、幕府の仲裁も受けている。また、秀元が息子の光広の正室に秀就の娘を所望したが、秀就が断ったために仲が険悪になったとされる。
他方で、徳山藩祖の就隆は同母弟であるが、長州藩がたびたび手伝普請を命じられたために、就隆の徳山藩に援助を求めたものの、徳山藩の財政難を理由に断わられたので就隆と険悪となり、これが長州藩と徳山藩との軋轢の初めとなる。
越前松平家は以後、毛利家の後見的位置にあったが、かなりの緊張関係が存在したようで、元禄12年（1699年）には毛利元重の処遇をめぐって、毛利家と越前松平家が衝突寸前になる事件が起こっている。

## 経歴
- 慶長4年（1599年）
  - 10月11日： 従五位下に叙位、侍従に任官[2][3]。
- 慶長4年（1599年）
  - 12月8日： 従四位下に叙位[2][3]。
- 慶長13年（1608年）
  - 9月13日： 長門守に任官[2]。
- 元和9年（1623年）
  - 9月10日、正式に輝元から家督譲渡される[24][25]。
- 寛永3年（1626年）
  - 8月19日： 右近権少将に任官[2]。

## 系譜
- 父：毛利輝元（1553-1625） - 毛利隆元の長男[1]
- 母：清泰院（1572-1604） - 児玉元良の娘[1]
- 正室：喜佐姫（1598年 - 1655年） - 徳川家康の孫、結城秀康の次女、徳川秀忠の養女[2]
  - 長女： 登佐（）姫（1617年 - 1677年） - 松平光長室、婚姻日は寛永8年（1631年）7月23日[2]。名前は加満姫とも[2]。延宝5年8月22日（1677年9月18日）に江戸鍛冶橋邸において死去、年61、法名は広国院殿玉雲恵顔大禅定尼、墓所は東京青松寺[2]
  - 長男： 松寿丸（? - 1623年） - 早世、元和9年2月7日（1623年3月7日）に江戸桜田邸において死去、法名は松雲院殿清秀宗珪童子、墓所は東京瑞聖寺[6]
  - 次男： 和泉守（? - 1627年） - 早世、寛永4年6月7日（1627年7月19日）に江戸桜田邸において死去、法名は宮伝院実叟了心大童子[6]
  - 次女： 竹姫（? - 1679年） - 鷹司房輔室、婚姻日は明暦2年（1656年）9月16日[6]。延宝7年11月8日（1679年12月10日）に京都において死去、法名は高政院殿従三位寂然貞心大姉、墓所は京都嵯峨二尊院[6]
  - 三男： 大吉丸（? - 1630年） - 名前ははじめは宮市丸、早世、寛永7年9月16日（1630年10月21日）に江戸桜田邸において死去、法名は如雲良幻禅童子、墓所は東京泉岳寺[6]
  - 三女： おあぐり（? - 1636年） - 早世、寛永13年2月13日（1636年3月20日）に江戸において死去、法名は最華院殿妙盛信女、墓所は東京芝愛宕町真福寺[7]
  - 四男： 毛利綱広（1639年 - 1689年） - 長州藩第2代藩主[7]
- 生母不明の子女
  - 男子： （? - 1624年） - 系図に記載のない人物、高野山安養院過去帳に基づく[7]。元和9年11月22日（1624年1月12日）に死去、法名は月照院幻珪霞夢[7]
  - 女子： （? - 1625年） - 系図に記載のない人物、高野山安養院過去帳に基づく[7]。寛永2年10月13日（1625年11月12日）に死去、正心院日性大姉[7]
  - 女子： （? - ?） - 系図に記載のない人物、高野山安養院過去帳に基づく[7]。法名は実性院妙心信女[7]
  - 男子： （? - ?） - 系図に記載のない人物、高野山安養院過去帳に基づく[41]。法名は真知院露渓珠泡大童子[41]

## 偏諱を与えた人物
- 毛利就隆（実弟、徳山毛利家初代）
- 毛利就信（右田毛利家）
- 毛利就直（就信の実弟、吉敷毛利家に養子入り）
- 毛利就方（阿川毛利家）
- 毛利就泰（就方の子）
- 毛利就頼（大野毛利家初代）
- 毛利就詮（就頼の子）
- 阿曽沼就致（阿曽沼氏、毛利元就七男・天野元政の孫）
- 阿曽沼就忠（阿曽沼氏一門、娘に益田就恒継室がいる。）
- 尼子就易（佐佐木就易とも、尼子氏）
- 浦就昌（浦氏）
- 榎本就時（榎本氏、毛利綱広期に当役を務める。）
- 堅田就政（湯野領主堅田家、毛利綱広期に当職を務める。）
- 吉川就紀（毛利一門・岩国領主吉川氏）
- 国司就正（国司氏、秀就の守役・国司元蔵の子）
- 宍戸就俊（宍戸氏、宍戸広匡の弟）
- 宍戸就尚（宍戸広匡の長男）
- 宍戸就附（就尚の実弟・熊谷元実の子。就尚の養子となって跡を継ぐ。）
- 熊谷就実（熊谷元実の子、就附の実弟。実家の安芸熊谷氏を継承。）
- 清水就信（清水氏）
- 椙杜就幸（椙杜氏、椙杜元縁の養子。毛利綱広期に当役を務める。）
- 梨羽就云（梨羽氏、秀就期の家老で、秀就が亡くなってから間もなくして殉死した。）
- 益田就宣（須佐領主益田家第3代当主、益田元尭の子）
- 益田就恒（福原就祥/就裕）（初め福原元俊婿養子、のち須佐領主益田家第6代当主、就宣の実弟）
- 井原就尭（益田就宣・就恒の実弟）
- 益田就固（益田景祥の子）
- 椋梨就頼（椋梨氏）
- 椋梨就次（就頼の子）
- 山内就通（備後山内氏、山内大隈広通の孫、山内采女広通の祖父）